# Slobodna reč

Slobodna reč je internet medij sa sedištem u Vranju. Slobodna reč se bavi nacionalnim temama od značaja za lokalnu zajednicu i lokalnim temama važnim za nacionalni nivo javnog života, a koje se tiču politike, društva, kulture, života pojedinca i lične slobode, pod sloganom "Slobodni ste ako vam je savest čista".

## Istorijat
Slobodna reč je osnovana 20. aprila 2020. godine u Vranju na inicijativu Nemanje Todorovića Štiplije i Sanje Petrov neposredno pred lokalne izbore u Srbiji. Ime portala dolazi od istoimenog nedeljnika koji je sa prekidima izlazio u Vranju od 1944. godine, sve do 2012. godine.  
Sanja Petrov je postala glavna urednica portala. 
Na prvu godišnjicu osnivanja portala, Slobodna reč je izdala štampano izdanje. . 
Septembra 2024. portal je otvorio svoje prostorije u Partizanskoj ulici u Vranju.

## Godišnje priznanje portala Slobodna reč
Povodom prve godišnjice rada portala u aprilu 2021. godine, ustanovila je Godišnje priznanje portala Slobodna reč . Prvo proznanje pripalo je dr Slađanu Stankoviću, epidemiologu Zavoda za javno zdravlje u Vranju zbog svog profesionalnog i ličnog doprinosa u borbi protiv epidemije COVID-19. 
| Godina | Dobitnik                                      | Obrazloženje nagrade |
| ------ | --------------------------------------------- | --- |
| 2021   | dr Slađan Stanković                           | Zbog profesionalnog i ličnog doprinosa u borbi protiv epidemije COVID-19, višegodišnjeg zalaganja na očuvanju javnog zdravlja, konstantnog podizanja svesti o ozbiljnosti situacije, pokazane otvorenosti i odgovornosti prema javnosti i odlične saradnje sa medijima. |
| 2022   | This and That Productions                     | Zbog izuzetnog profesionalnog doprinosa i ličnog zalaganja autorskog tima koji predvode producentkinja Snežana van Hauvelingen i reditelj Goran Stanković, tokom rada na najnovijoj ekranizaciji dela Borisava Stankovića - filmu "Nečista krv - Greh predaka" Milutina Petrovića, prvom srpskom filmu na NETFLIX-u, i istoimenoj seriji. Ovaj projekat je Vranje i večnog ambasadora grada Boru Stankovića vratio na kulturnu mapu zemlje, regiona i sveta i umnogome doprineo promociji kulturno-istorijskog nasleđa ovog kraja. |
| 2023   | Narodni muzej u Vranju                        | Zbog kreativnog, originalnog i stručnog predstavljanja kulturno-istorijskog nasleđa grada i pozitivnog primera koji su kolektiv i društveno odgovorni pojedinci među zaposlenima dali javnim ustanovama i preduzećima grada u zemlji čiji je strateški cilj članstvo u Evropskoj uniji. Rukovodstvo i zaposleni dali su izuzetan profesionalni doprinos i lično zalaganje na otvaranju nove, stalne etnološke postavke u zgradi Selamluka, uz aktivnu pripremu stalne postavke u zgradi Haremluka.                                 |
| 2024   | Inicijativa ProGlas                           | Zbog probuđene nade u društvu koje pod pritiscima, nepravdom i nasiljem prolazi kroz najdužu političku i moralnu krizu u ovom veku. Inspirativno i nesebično zalaganje inicijatora za zajedničku borbu učešćem na poštenim izborima, posebno je osvetlilo mesta u unutrašnjosti Srbije, poput Vranja, čije su institucije zarobljene a građani u medijskom mraku. |
| 2025   | Maturanti Gimnazije "Bora Stanković" u Vranju | Zbog vraćanja integriteta obrazovnoj ustanovi koja je uvek bila pokretač društvenih promena u gradu. Dostojanstveno se oduprevši svim pritiscima više od tri meseca, ostali su istrajni u podršci studentima u blokadi i njihovim zahtevima i ohrabrili svoje profesore da im se pridruže u borbi za bolje, zdravije, bezbednije i slobodno društvo. |

### Specijalno priznanje portalaSlobodna reč
Na petogodišnjicu osnivanja redakcije, Specijalno priznanje portala Slobodna reč dodeljeno je novinaru i televizijskom voditelju, Radovanu Seratliću, zbog izuzetnog profesionalnog i ličnog doprinosa tokom učešća u biciklističkoj “Turi do Strazbura”, vožnji od Novog Sada do sedišta evropskih institucija, na inicijativu studenata u blokadi.

## Rubrike

### "Slobodna reč"
Okosmicu portala čini rubrika "Slobodna reč" sa svojim intervjuima i autorskim tekostvima. Rubrika, koja je ponela naziv samog portala postala, je prostor za eminentne ličnosti iz različitih sfera, među kojima su bili ministri, gradonačelnici, poslanici Evropskog parlamenta, pisci, muzičari, dramski umetnici, novinari. U ovoj rubrici portla Slobodna reč svoje mesto su našli i Gordana Čomić, Vladimir Bilčik, Novica Tončev, Dejan Stojiljković, Stefan Tićmi, Branko Golubović, Božo Vrećo, Jelena Obućina, Jug Đorđević, Minja Bogavac, Nedim Nezirović, Andrej Josifovski – Pijanista i drugi.

### "Kod Civrića"
Rubrika "Kod Civrića" nastavak je tekovina nekadašnjeg satiričnog internet portala pod istim imenom, koji je delovao u Vranju od 2012. godine sve do 2020. godine. Pod slognanom "Mlogo sme' s malko pamet", ova satirična rubrika sadrži podrubrike Abrovi, Ćoš u pomračinu i Čoveci u kojima objavljuje izmišljene vesti, analize i intervjue. Svaki članak rubrike "Kod Civrića" na portalu Slobodna reč je označen kao satiričan na početku teksta.

### Karikature
Slobodna reč objavljuje i karikature čiji je autor akademski slikar Ivica Stošić. Karikatura "Sloboda Milenković" objavljena u vreme postizborne krize u Srbiji 2023. godine sa motivima sa slike "Sloboda vodi narod" francuskog slikara Ežena Delakroaa postala je viralna i našla je svoje mesto u srpskim nacionalnim medijima.

## Emisija "Brifing"
Tokom pandemoije COVID-19, portal Slobodna reč počeo je sa emitovanjem emisije "Brifing" na svom YouTube kanalu. U prvoj sezoni snimljeno je pet emsija aktuelnih rezgovora. Gosti emisije "Brifing" između ostalih su bili Zoran Antić, Snežana van Hauvelingen i Goran Stanković, dr Biljana Đorđević i Jug Đorđević. 

## Zanimljivosti
- Autorski tekst interniste iz „crvene kovid zone“ Instituta u Niškoj Banji i autora romana Anomalija, dr Dejana Hristova, Beleška za „Slavicu“ – Ljudi umiru naivni dok ti širiš teorije zavere[19] je najčitaniji i najdeljeniji tekst sa portala Slobodna reč, koji su masovno preneli drugi lokalni i nacionalni mediji[20]. Ovaj tekst, objavljen 9. decembra 2020. godine, postao je fenomen i značajno je pokrenuo pitanje antivakserskog pokreta u Srbiji[21].
- Urednica portala Sanja Petrov dobitnica je novinarske nagrade „Slađana Veljković” koju dodeljuje Centr za medijsku transparentnost i društvenu odgovornost. Nagrada joj je uručena 8. jula 2021. godine u kategoriji "najbolji uređivački rad u lokalnim medijima"[22].
- Slobodna reč je serijom tekstova 2020. godine inicirala je restauraciju mozaik-mape grada Vranja iz 1975. godine koja se nalazi na Trgu Republike u tom gradu[23]. Renovinari mozaik svečano je otvoren 7. septembra 2021. godine[24] od strane rukovodstva grada Vranja iz prisustvo Dragana Gašića, akademskog slikara koji je radio na restauraciji.
- Karikaturista portala Ivica Stošić dobitnik je nagrade „Laza Kostić“ u kategoriji karikature, koje dodeljuje Udruženje novinara Srbije (UNS), za karikaturu “Mona Antoaneta”[25] objavljenu u septembru 2024. godine[26]. Nagrada mu je uručena 21. decembra 2024. godine u Beogradu u Press centru UNS-a[27].

## Spoljašnje veze
- Slobodna reč
- Facebook: Slobodna reč
- Instagram: Slobodna reč
- X: Slobodna reč